# Rodney Pattisson
Rodney Stuart Pattisson (Campbeltown, 5 de agosto de 1943) é um velejador britânico, campeão olímpico. Ele competiu nos Jogos Olímpicos de Verão de 1968 na classe Flying Dutchman e conquistou a medalha de ouro, ao lado de Iain MacDonald-Smith. Quatro anos depois, nos Jogos Olímpicos de Verão de 1972, voltou a conseguir o ouro na mesma classe, desta vez com Christopher Davies. Ele ainda recebeu a prata nos Jogos de 1976 com Julian Brooke-Houghton. Todas essas conquistas foram a bordo do Supercalifragilisticexpialidocious, atualmente parte da coleção do Museu Marítimo Nacional da Cornualha.
Ele estudou no Pangbourne College, fundado em 1917 como Nautical College Pangbourne. O Colégio preparou meninos para serem oficiais da Marinha Mercante, embora muitos alunos tenham ingressado na Marinha Real Britânica, tradição que seguiu ao deixar o colégio. Tanto Pattisson quanto MacDonald-Smith venceram o Campeonato Mundial FD (Flying Dutchman) em 1969 e 1970. Após sua vitória olímpica em 1968, Pattisson renunciou ao cargo na Marinha Real para ter mais tempo para treinar. Ele foi nomeado Membro da Ordem do Império Britânico (MBE) nas Honras de Ano Novo de 1969 por seus serviços prestados à vela. Mais tarde, ele foi eleito para o Sailing Hall of Fame e o Scottish Sports Hall of Fame.